# Alekszej Gavrilovics Venyecianov
Alekszej Gavrilovics Venyecianov (oroszul:Алексей Гаврилович Венецианов) (Moszkva, 1780. február 18. — Tver közelében, Közép-Oroszország, 1847. december 16.) orosz realista festő, portré- és életképfestő. A plein air festés előfutára.

## Életpályája
Egy görög gyökerekkel is bíró moszkvai kereskedő családban született. Autodidaktaként kisméretű portrék festésével kezdte pályafutását, majd Vlagyimir Lukics Borovikovszkijnál tanult rajzolni, festeni Szentpéterváron a Cári Művészeti Akadémián. Korán kiváló portréfestő, majd életképfestő vált belőle. 
1819 után Tverben élt a birtokán feleségével, s teljesen a festésnek szentelte minden idejét. Sokat járt a jobbágyok, a parasztok körében, alaposan megismerte a tipikusan vidéki orosz életet, s egy epikus festője lett a vidéki jeleneteknek, sikerült megragadnia az orosz népiséget. Művészetének jelentőségét felerősítette a Napóleon elleni háború, ekkor éles politikai karikatúrákkal lépett fel Napóleon oroszországi hadjárata ellen. Napóleon legyőzése (1812) után is az orosz nemzeti öntudat ébrentartását támogatta Sándor cár és utóda Miklós cár.
Az 1820-as években Venyecianov saját költségén iskolát indított szegény sorsú és jobbágy gyermekek részére az orosz témák és az orosz kultúra megismertetése céljából. Később érdemeire való tekintettel I. Miklós cár udvari festőjévé nevezte ki.
Legsikeresebb képeinek témáját a paraszti életből merítette, ebből születtek népfényes színvilágú képei, egyes művein a plein air stílus előfutárának bizonyult.
Baleset következtében halt meg, lovaskocsijával szakadékba zuhant.

## Emlékezete
1955-ben, halálának 175. évfordulója alkalmából emlékbélyeget adtak ki tiszteletére, az emlékbélyegen 1844-es önarcképének és Mezei munka tavasszal című festményének reprodukcióját adták közre.

## Művei (válogatás)
- Karikatúrák Bonaparte Napóleon oroszországi hadjárata ellen (1912)
- Szérű (1825)
- Zaharka (1825)
- Szántás (1820-as évek)
- Tavasz (1820-as évek)
- Aratók (1820-as évek)
- Nyár (1820-as évek)
- Az Isten Anya közbenjárásáért (1832-35)
- Nagy Péter orosz cár. Szentpétervár megalapítása (1838)

## Galéria

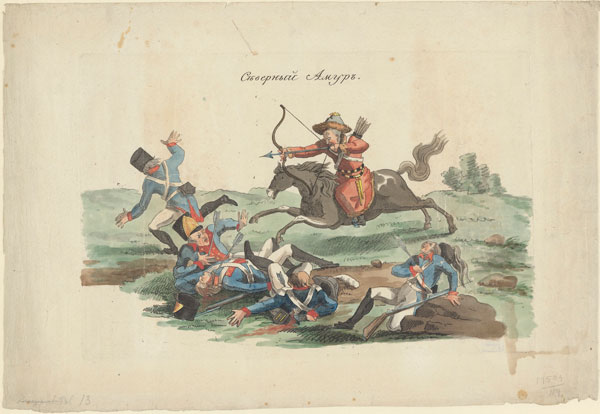
Északi puttó (karikatúra, 1812)
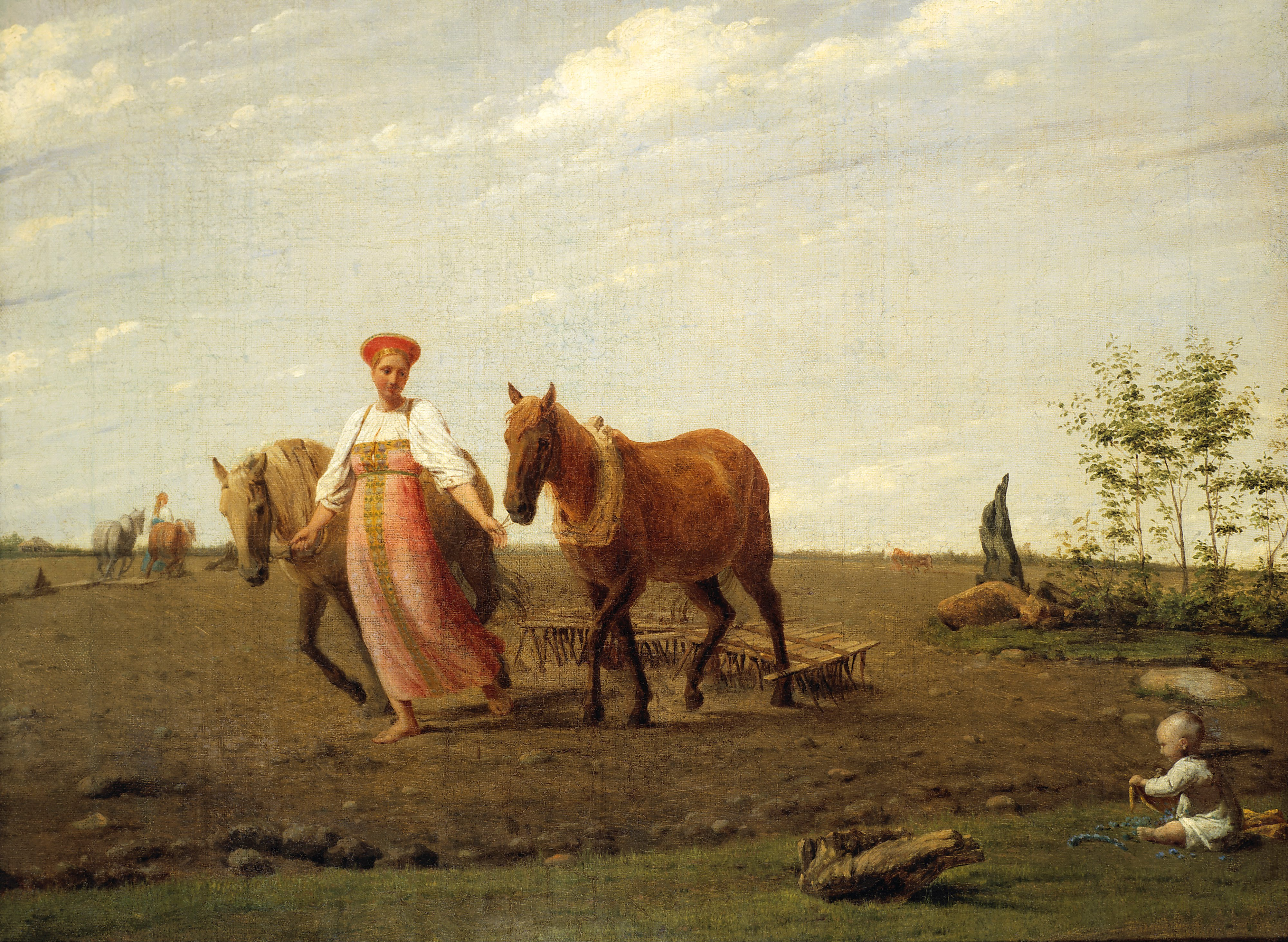
Mezei munka tavasszal (1820)
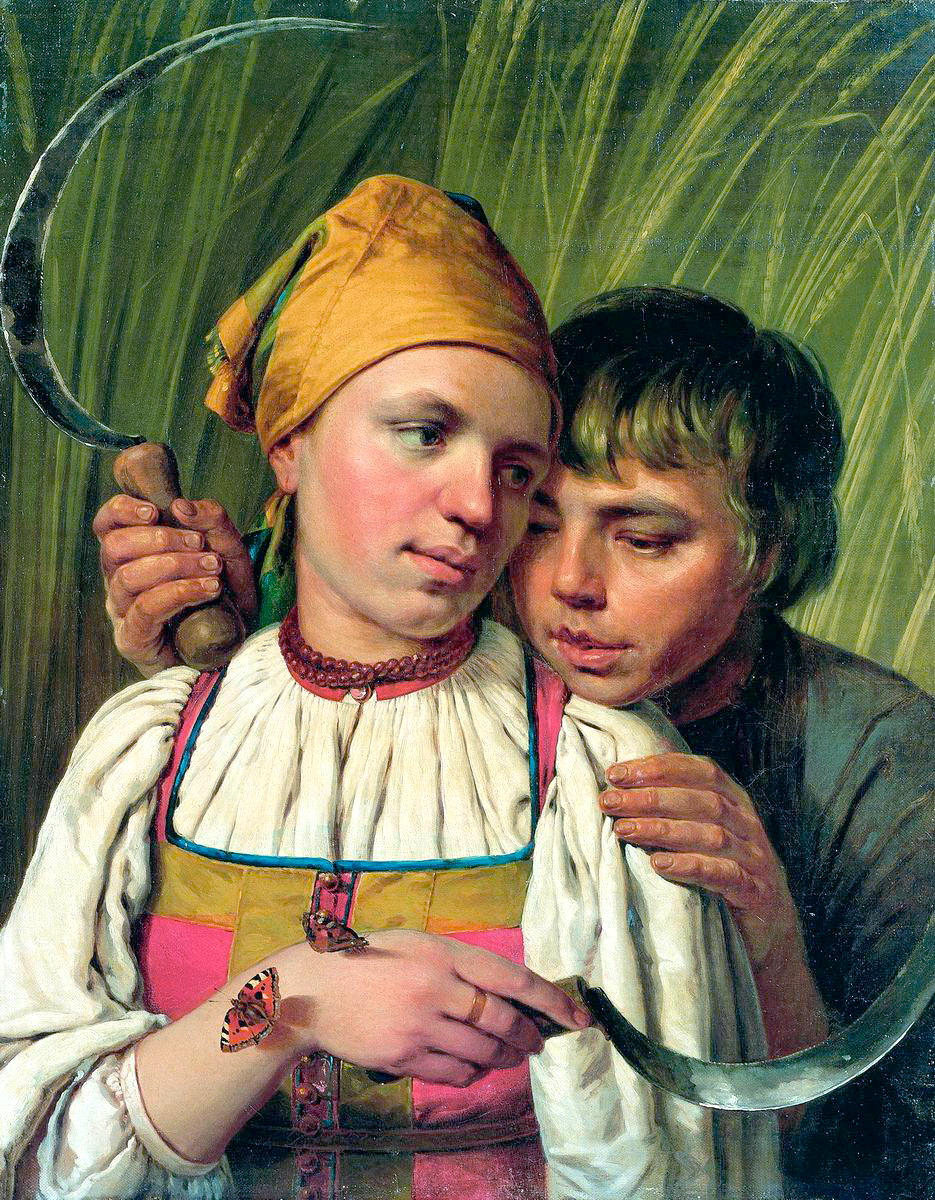
Aratók
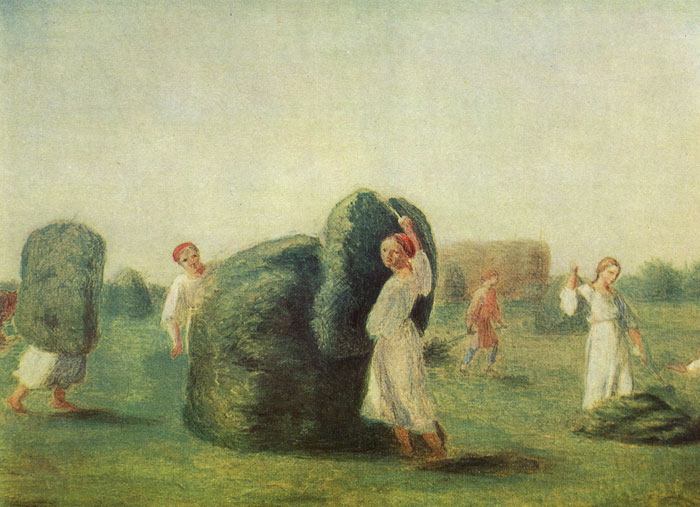
Szénagyűjtés
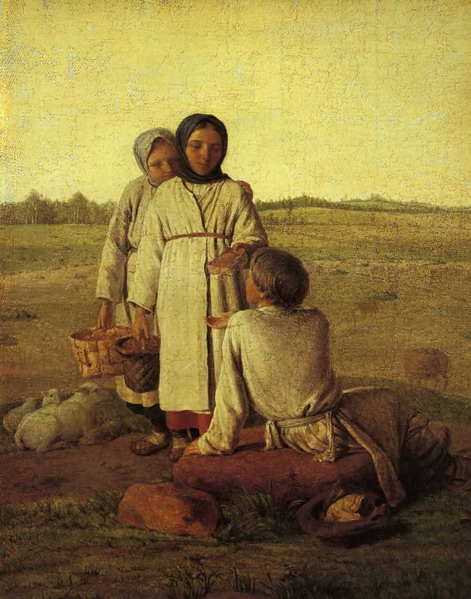
Parasztgyerekek a mezőn (1820-as évek)
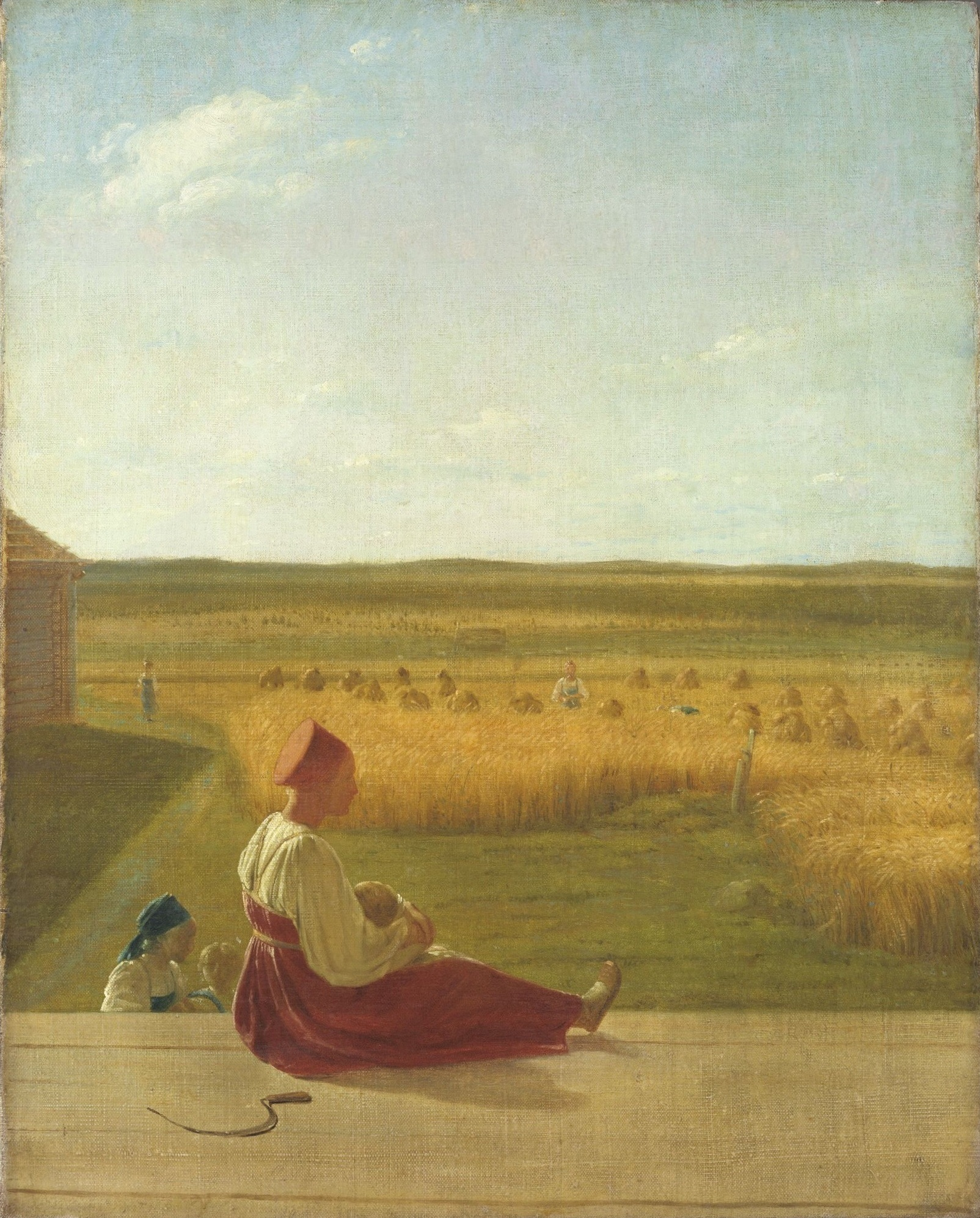
Aratás nyáron
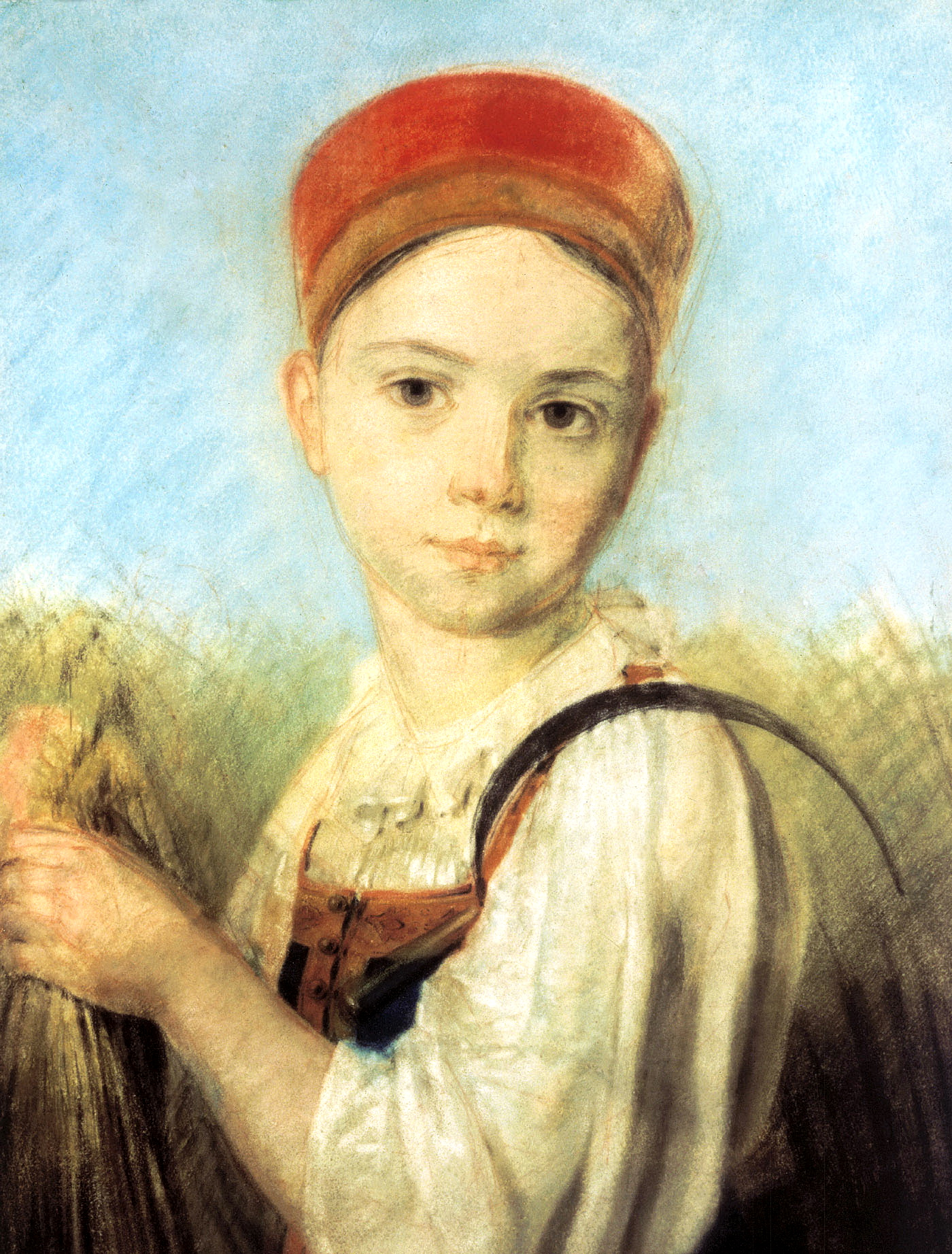
Parasztlány aratja a rozst
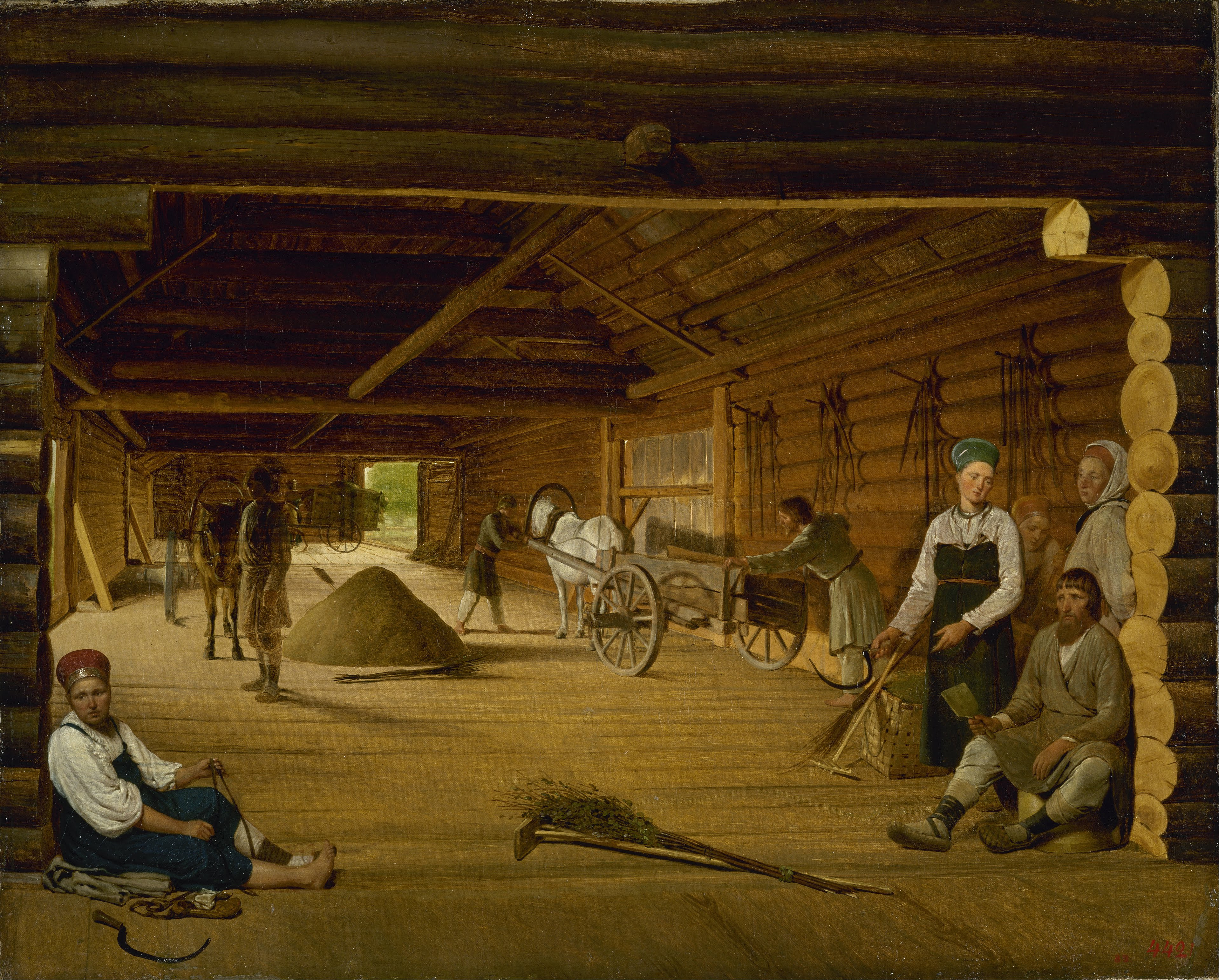
Csűr (1822-23)
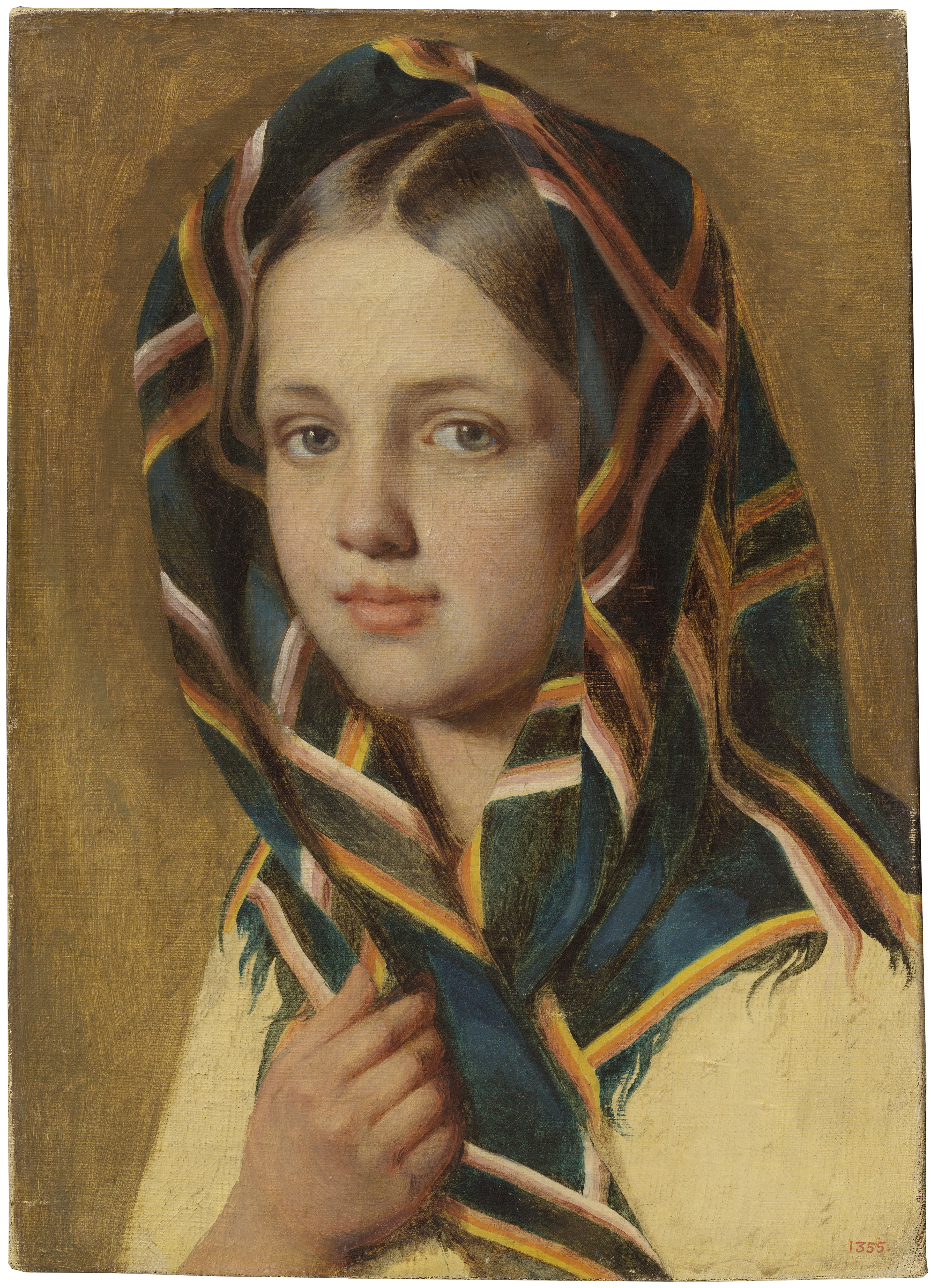
Leány kockás sálban
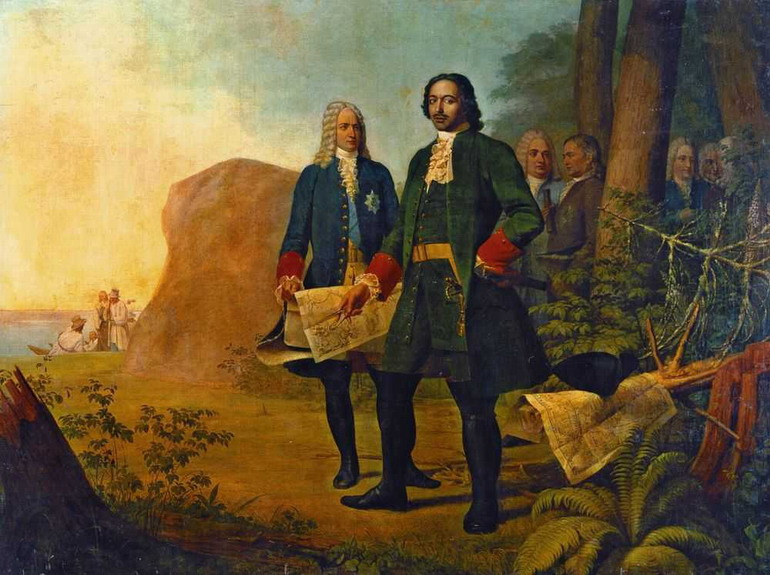
Nagy Péter. Szentpétervár megalapítása (1838)